# Diocese de Groningen-Leeuwarden
A Diocese de Groningen-Leeuwarden (em latim: Dioecesis Groningensis-Leovardiensis) é uma das sete dioceses da província eclesiástica católica holandesa e foi restabelecida em 1956. Compreende as províncias de Groningen, Frísia e Drenthe, além do Noordoostpolder. A diocese tem seu nome duplo atual desde 26 de novembro de 2005. Até então, a diocese era conhecida como Diocese de Groningen. O santo padroeiro da diocese é Bonifácio.

## Situação atual

### Secularização
O número de padres na diocese diminuiu significativamente desde a década de 1970. Em 2007, apenas 26 padres ainda trabalhavam na diocese de Groningen-Leeuwarden; além disso, há vários padres eméritos ativos. Há 90 igrejas católicas na diocese, que estavam localizadas em 83 paróquias. Devido à escassez de padres, os párocos têm várias paróquias sob seus cuidados (em alguns casos, 6 ao mesmo tempo, o que significa uma grande sobrecarga). Além disso, há 28 agentes pastorais e diáconos trabalhando na diocese. Devido à crescente secularização e ao desejo de alcançar uma melhor governança, a diocese teve que se reorganizar várias vezes. Desde a última reorganização em 2006, esta diocese (a primeira na Holanda) não tem mais decanatos .
A secularização em curso exige novas reorganizações drásticas nas dioceses holandesas. De acordo com o plano, o número de paróquias diminuirá em aproximadamente 80% em todos os lugares em apenas alguns anos. Também na diocese de Groningen, as paróquias terão que se fundir, embora o fechamento de igrejas não esteja descartado. Um plano de política publicado em 26 de novembro de 2011 prevê a fusão das então 81 paróquias em 19 grandes paróquias, que devem ser formadas até 1º de janeiro de 2018, o mais tardar. De acordo com a diocese, o status no início de 2014 era de que ainda havia 67 paróquias restantes.  Em 2025, a diocese terá 19 paróquias fundidas.

### Figuras-chave da diocese de Groningen-Leeuwarden
De acordo com o instituto de pesquisa KASKI, em 2008 a população católica, com aproximadamente 109.000 fiéis registrados na igreja, representava 6,1% da população total da diocese. Todos os domingos, uma média de 7.120 pessoas frequentavam a igreja. Isso representa 0,4% da população total da diocese de Groningen-Leeuwarden. Medido durante todo o fim de semana (ou seja, sábado e domingo, incluindo a contagem dupla daqueles que vão à igreja nos dois dias), a frequência à igreja de fim de semana dos católicos na diocese de Groningen-Leeuwarden é, com quase 10%, a mais alta de todas as dioceses holandesas.

## História

### Divisão episcopal de 1559
A primeira diocese de Groningen fazia parte da nova divisão episcopal dos Países Baixos, anunciada pelo Papa Paulo IV (em sua bula Super Universas de 1559). A nova divisão foi estabelecida por insistência do Rei Filipe II para conter o avanço do protestantismo. O primeiro bispo foi nomeado em 1561, e a Martinikerk foi elevada à categoria de catedral. A diocese incluía apenas as atuais províncias de Groningen e Drente. A Frísia formou uma diocese separada, com sede em Leeuwarden .
A criação da nova diocese de Groningen foi às custas da diocese de Utrecht, da diocese de Münster e da diocese de Osnabrück. Para Utrecht, a perda no norte foi compensada pela elevação a arcebispado. Osnabrück perdeu apenas algumas paróquias em Westerwolde. Para Münster, no entanto, a perda das paróquias relativamente ricas em Ommelanden foi um grande golpe. Os ataques do bispo de Münster no século XVII visavam, em parte, desfazer essa perda.
Em 1561, Johan Knijf, um franciscano, foi nomeado o primeiro bispo. Ele foi consagrado bispo em Bruxelas em 1563 pelo Cardeal Granvelle. Groningen resistiu à chegada de um bispo e foi somente em 1568 que Knijf, apoiado por tropas de Alva, pôde assumir sua cátedra em sua catedral. Em 1576, ele morreu de peste. Devido ao medo de infecção, o falecido bispo foi enterrado rapidamente e sem muita cerimônia em uma cova livre no ambulatório a leste do altar. Mais tarde, seus restos mortais foram exumados e colocados em uma cripta funerária sob o coro. Nenhuma pedra ou monumento funerário foi preservado.
Durante treze anos, o trono episcopal no coro permaneceu vazio. Somente em 1589 o cônego de Utrecht, Johan van Bruheze, foi nomeado segundo bispo de Groningen. Ele nunca chegou a Groningen e tornou-se arcebispo de Utrecht em 1593. Seu sucessor foi o dominicano Arnold Nijlen. Este terceiro bispo de Groningen trouxe consigo muitos jesuítas para promover a Contrarreforma. Mas, em 22 de julho de 1594, o príncipe Maurits e o estadista frísio Willem Lodewijk conquistaram Groningen dos católicos.
A redução de Groningen (um tratado pelo qual a cidade e Ommelanden foram unidas para se tornarem membros da União de Utrecht) pôs fim à prática aberta do catolicismo no norte dos Países Baixos e também à Martinikerk como catedral. O bispo teve que fugir.

### Missão Holandesa
O bispado de Groningen de fato havia deixado de existir, mas o catolicismo de Groningen, Frísia e Drenthe não, embora nesta última província tivesse se tornado muito tênue. Não apenas em lugares onde os membros da pequena nobreza, os habitantes de borgen e stinsen, permaneceram católicos, a missa era celebrada em segredo, mas os fazendeiros que permaneceram católicos também desempenharam um papel importante nisso. Por exemplo, por volta de 1730, a estação Den Hoorn foi criada nas proximidades de Lulemaborg em Warfhuizen. Uma igreja clandestina foi construída em um pedaço de terra comprado ao sul da antiga vila de fita. As estações de Bedum e Uithuizen também parecem dever suas origens em parte ao apoio nobre, embora fazendeiros católicos também tenham desempenhado um papel importante em lugares como Poel (Bedum), Kruisstee (Usquert) e Langenhuis (Uithuizen). Padres itinerantes, os chamados "omes", celebravam missas nos celeiros de fazendas como Feddemaheerd (Kloosterburen), às vezes arriscando suas próprias vidas nos primeiros anos, mas que depois eram frequentemente "tolerados", embora multas e expulsões de padres fossem constantemente ameaçadas. Em outras palavras, Groningen, Frísia e Drente tornaram-se parte da Missão Holandesa, a área da missão acima dos principais rios.

### Restauração da hierarquia: nenhuma diocese de Groningen
Embora tivesse sido discutido anteriormente, quando a hierarquia episcopal foi restaurada em 1853, nenhuma diocese de Groningen foi criada: a área foi adicionada à arquidiocese de Utrecht .

### A nova diocese de Groningen
A diocese foi finalmente fundada em 1956 (ao mesmo tempo que a diocese de Roterdã), na verdade, apenas devido à singularidade da região e de sua população. Afinal, relativamente poucos católicos viviam lá e nunca houve muitas vocações para o sacerdócio nas três províncias do norte. É por isso que a ideia de adicionar Twente a Groningen foi considerada, mas isso foi impedido pelo Cardeal Alfrink, que havia acabado de se tornar Arcebispo de Utrecht na época e que precisava desesperadamente dessa fonte de padres para sua própria diocese. No entanto, desta vez, a Frísia foi incluída.
Em parte em conexão com as reivindicações históricas da Frísia e Leeuwarden a uma sede episcopal, o nome da diocese foi alterado para Diocese de Groningen-Leeuwarden em 26 de novembro de 2005 .
A área dos municípios de Noordoostpolder e Urk foi oficialmente classificada em administração apostólica desde a recuperação do Noordoostpolder. Somente por decreto de 30 de novembro de 2024 do Dicastério para os Bispos a área foi definitivamente classificada na diocese.

### Bispos
|        | Nome                                   | Período   | Notas                             |        |
| Bispos | Bispos                                 | Bispos    | Bispos                            | Bispos |
| ------ | -------------------------------------- | --------- | --------------------------------- | ------ |
| 7º     | Ronald Gerhardus Wilhelmus Cornelissen | 2025-     | Atual                             |        |
| 6°     | Cornelis Franciscus Maria van den Hout | 2017-2024 | Nomeado Bispo de Roermond         |        |
| 5º     | Gerard Johannes Nicolaus de Korte      | 2008-2016 | Nomeado Bispo de ’s-Hertogenbosch |        |
| 4º     | Willem Jacobus Eijk                    | 1999-2007 | Nomeado Arcebispo de Utreque      |        |
| 3°     | Johann Bernard Wilhelm Maria Möller †  | 1969-1999 |                                   |        |
| 2º     | Pieter Antoon Nierman †                | 1956-1969 |                                   |        |
| 1º     | Johan Knijf, O.F.M.Obs. †              | 1561-1576 |                                   |        |

#### Bispo Nierman
O re-fundador e primeiro bispo moderno foi monsenhor PA Nierman, até então pastor e deão de Groningen. Ele não era um estudioso, mas um pastor prático com vasta experiência como capelão e pastor. Ele foi um grande defensor do ecumenismo e trabalhou em conjunto com outros pastores e outras igrejas cristãs. Nos anos cinquenta e sessenta, muitas igrejas modernas foram construídas na diocese. Nierman reorganizou as estruturas da igreja e fundou um seminário menor, o Liudgerconvict em Harendermolen. O Liudgerconvict estava ligado ao Maartenscollege, o único liceu católico no Norte, que cresceu fortemente durante esses anos. A Igreja de São Martinho de Groningen, uma criação neogótica do arquiteto de Roermond Pierre Cuypers, tornou-se a nova catedral .

#### Bispo Möller
O sucessor de Nierman como bispo de Groningen em 1969 foi Monsenhor Johann Bernard Wilhelm Maria Möller. Seu episcopado durou trinta anos. Durante esse período, a jovem diocese de Groningen também foi afetada pela crise eclesiástica (conhecida como Segunda Iconoclastia pelos católicos conservadores) que surgiu durante o Concílio Vaticano II. A frequência à igreja diminuiu drasticamente, a liturgia foi radicalmente alterada e surgiu uma polarização entre o clero e os fiéis mais envolvidos com a igreja. Em 1969, o Liudgerconvict foi dissolvido; um ano depois, a Catedral de São Martinho perdeu sua função, para finalmente dar lugar ao novo prédio da biblioteca da universidade em 1982. Mais tarde, a Igreja de São José, também do arquiteto Cuypers e muito mais do que a de São Martinho um destaque em sua obra, foi elevada à categoria de catedral.
O amável Bispo Möller não teve oportunidade de fazer nada a respeito das dificuldades da Igreja Católica.

#### Bispo Eijk

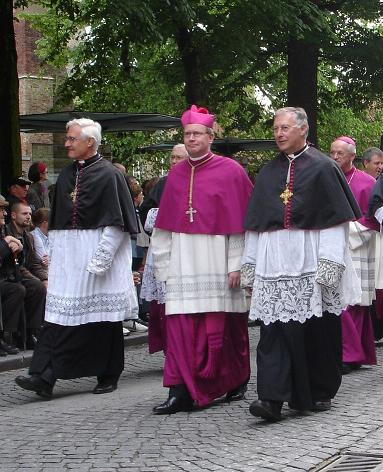
Monsenhor Eijk (centro) na Procissão do Sangue Sagrado em Bruges

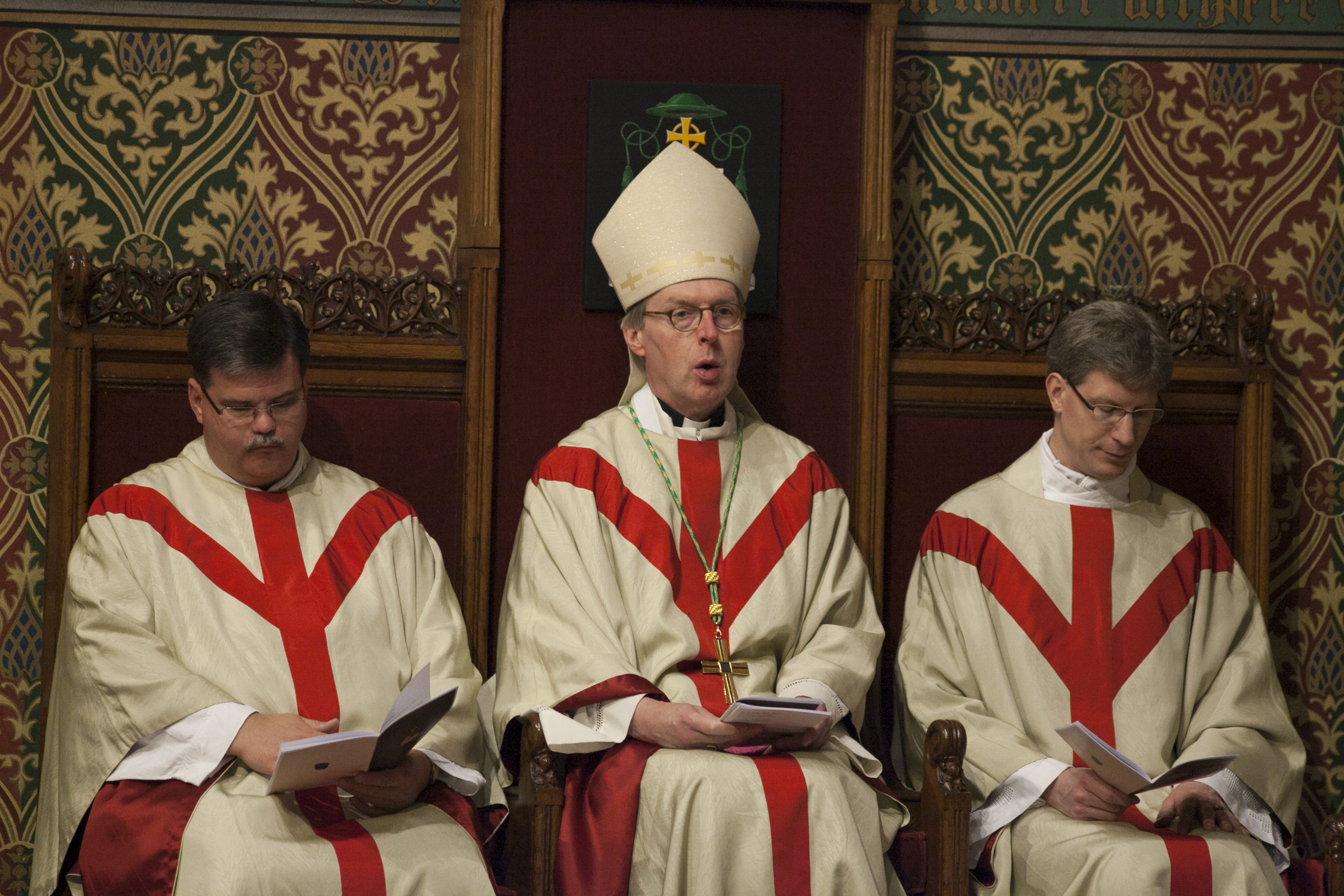
Dom de Korte, bispo da diocese até 2016, com seus dois vigários

Quando Monsenhor Eijk assumiu o cargo de sucessor do Bispo Möller em 6 de novembro de 1999, ele foi quase imediatamente atacado pela imprensa nacional por suas posições sobre moralidade sexual, que foram consideradas extremamente conservadoras e inflexíveis. A razão para isso foi uma série de notas de aula da década de 1990 que Eijk havia dado a estudantes padres durante o tempo em que lecionava teologia moral nos seminários de 's-Hertogenbosch e Roermond, entre outros, e que agora acabaram nas mãos do historiador da igreja Ton van Schaik. As observações sobre homossexualidade nelas, em particular, causaram grande comoção; estas não só resultaram em um protesto contra o bispo da Associação Holandesa para a Integração da Homossexualidade (COC), mas também em duras críticas às ideias de Eijk pelo ex-padre Herman Verbeek e pelo movimento Acht-May. Van Schaik chamou as opiniões de Eijk de "antipastorais e implacáveis". “Estas são ideias da década de 1930, relíquias de um passado fechado.”.
A Comunidade Religiosa Holandesa-Israelense (NIK) reagiu dolorosamente a outras observações de Eijk: o bispo teria declarado que o que a Igreja Católica havia feito aos judeus ao longo dos séculos havia sido frequentemente grosseiramente exagerado. No entanto, um processo criminal por discriminação que havia sido anunciado foi declarado inadmissível, porque, de acordo com o promotor público, não havia intenção e os ditames não tinham a intenção de uso público. No decorrer de setembro de 1999, este caso morreu após medidas conciliatórias pelas várias partes [fonte?] .
Em 2001, o bispo sofreu uma hemorragia cerebral e teve que deixar sua diocese para seus dois vigários por um longo tempo. Após esse começo difícil, o episcopado de Monsenhor Eijk também viu alguma reconstrução. O número de ordenações sacerdotais aumentou um pouco nos últimos anos [fonte?]. No entanto, o número de católicos e o número de fiéis (relativamente o mais alto da Holanda) diminuíram ainda mais nos últimos anos. Alguns acreditam que a nomeação de Willem Eijk como bispo de Groningen-Leeuwarden não fez nenhum bem à diocese: o papel dos agentes pastorais foi reduzido - mas, analogamente, o papel litúrgico dos leigos se tornou menos proeminente em toda a Igreja Católica Romana. Outros acreditam que Monsenhor Eijk manteve a diocese frutífera para o futuro por meio de uma governança forte e um foco no trabalho com jovens. A política da diocese se tornou mais tradicional às custas de alguns costumes que se originaram na Holanda nas décadas de 1960 e 1970.
Em 11 de dezembro de 2007, o Bispo Eijk foi nomeado Arcebispo de Utrecht. Ele continuou à frente da diocese de Groningen até setembro de 2008. Vários outros altos funcionários também foram transferidos para a arquidiocese ou outras dioceses, o que reduziu ainda mais o quadro de funcionários, que já era pequeno. A diocese tem dois vigários-gerais: P. Wellen, pároco da associação paroquial de Hoogeveen, Meppel e Beilen, e A. Bultsma, pároco de Bolsward.

#### Bispo De Korte
Em 13 de setembro de 2008, Eijk foi sucedido como bispo de Groningen por Gerard de Korte, que havia sido bispo auxiliar da arquidiocese de Utrecht. Monsenhor de Korte foi forçado pelas circunstâncias a realizar reorganizações em larga escala na diocese, incluindo a fusão de 81 paróquias em 19 novas. Apesar disso, De Korte era popular na diocese, como ficou evidente pelas reações na imprensa quando foi anunciado no sábado, 5 de março de 2016, que ele havia sido nomeado bispo de 's-Hertogenbosch pelo Papa Francisco. Em abril de 2016, De Korte se despediu de Groningen-Leeuwarden ; ele foi instalado como bispo de Den Bosch em 14 de maio de 2016.

#### Bispo Van den Hout
Após a nomeação do Bispo De Korte na diocese de 's-Hertogenbosch, a sede da diocese do norte ficou vaga por cerca de um ano. Peter Wellen, o pároco da paróquia de Liudger (Groningen do Norte), foi temporariamente encarregado, como administrador diocesano. O capítulo da diocese e o Arcebispo de Utrecht, Wim Eijk, discordaram sobre a sucessão. Em última análise, o núncio papal na Holanda teve que tomar uma decisão e elaborar uma nomeação. Em 1º de abril de 2017, Ron van den Hout, vigário geral da diocese de 's-Hertogenbosch, foi nomeado bispo de Groningen-Leeuwarden. Sua consagração episcopal ocorreu em 3 de junho de 2017.
Van den Hout foi nomeado bispo de Roermond em 21 de junho de 2024. Em 15 de agosto de 2024, Van den Hout despediu-se da diocese de Groningen-Leeuwarden com uma celebração na Catedral de Groningen.

#### Bispo eleito Cornelissen
Em 7 de julho de 2025, foi anunciado que o Papa Leão XIV havia nomeado Ronald Cornelissen como o novo bispo de Groningen-Leeuwarden. Cornelissen foi, entre outras coisas, vigário do vicariato de Deventer. Ele foi ordenado sacerdote em 1996 e foi sacerdote na arquidiocese de Utrecht até sua nomeação como bispo.
Levará vários meses até que Cornelissen tome posse de seu assento. Ainda não se sabe quando ocorrerá a consagração episcopal.

## Catedral
A catedral da diocese é a Igreja de São José em Radesingel, em Groningen. Quando a diocese foi restabelecida em 1956, a então Igreja de São Martinho em Broerplein foi elevada à categoria de catedral. No entanto, esta igreja foi retirada do culto em 1970 e finalmente demolida em 1982. Durante a primeira diocese de Groningen, no século XVI, a então igreja católica romana Martinikerk era a catedral de Groningen.

## Vida religiosa na diocese
Antes da Reforma, a concentração de mosteiros e abadias na área da atual diocese era extremamente alta. A Abadia Cisterciense de Aduard era até uma das maiores abadias da Europa. Além dos cistercienses, havia também beneditinos, norbertinos, dominicanos, franciscanos e cruzados na diocese. Para uma visão geral, veja a lista de mosteiros em Groningen e mosteiros na Frísia. Em Drenthe, o mosteiro feminino Maria in Campis era tão importante que o atual brasão provincial é derivado do selo daquele mosteiro. Após a Restauração da Hierarquia, franciscanos, jesuítas, carmelitas e freiras carmelitas se estabeleceram na área, bem como membros de várias congregações do século XIX. No entanto, a secularização pôs fim à existência dessas casas na segunda metade do século XX. O último mosteiro, o das Irmãs Carmelitas em Drachten, fechou em 1992. As únicas instituições contemplativas em funcionamento na diocese são atualmente o Warfhuister Kluis, fundado em 2001, e a Abadia de Sion, que foi transferida para Schiermonnikoog em 2015 .

## Locais de peregrinação
Na Idade Média, Bedum era um importante local de peregrinação na área da atual diocese. Walfridus e seu filho Radfridus eram venerados lá, ambos vítimas dos normandos. O santuário mais famoso, no entanto, era provavelmente Dokkum, onde São Bonifácio foi assassinado. Havia peregrinações ao Sacramento em Appingedam e Helpman. Outros locais famosos de peregrinação a Maria eram Oosterwijtwerd, Groningen, Leeuwarden e Bolsward. Após a Reforma, as peregrinações a Dokkum (agora também em homenagem a Titus Brandsma), Bolsward e Leeuwarden reviveram. Em 1951, a veneração da Duquesa de Drenthe em Emmer-Compascuum foi adicionada. A partir de 2003, a peregrinação à Mãe Dolorosa de Warfhuizen na capela do eremitério ali se desenvolveu. Além disso, a peregrinação a Gerardus Majella em Barger-Oosterveld permanece viva até hoje.